# Мануель Феліпе Товар
Мануель Феліпе Товар (ісп. Manuel Felipe de Tovar; 1 січня 1803 — 21 лютого 1866) — президент Венесуели з 1859 до 1861 року.